# Фостер, Уильям (пловец)
Уильям Фостер (англ. William Foster; 10 июля 1890, Хаслингден — 17 декабря 1963, Файлд) — британский пловец, чемпион летних Олимпийских игр 1908 и бронзовый призёр летних Олимпийских игр 1912.
На Играх 1908 Фостер участвовал в трёх дисциплинах. Он стал чемпионом вместе со своей сборной в эстафете 4×200 метров вольным стилем, занял четвёртое место на дистанции 400 метров тем же стилем и остановился на полуфинале на 1500 метров.
На следующих Играх 1912 Фостер участвовал в таких же дисциплинах, но стал бронзовым призёром в эстафете и полуфиналистом в других двух соревнованиях.